# サンドロップ (お笑い)
サンドロップは、吉本興業に所属していた日本のお笑いコンビ。NSC大阪校31期出身。2009年4月結成、2020年8月11日のライブを最後に解散。

## メンバー
ジェット菅原（ジェットすがわら、1985年7月13日 - ）（40歳）
- ボケ担当、立ち位置は向かって左。
- 身長173cm、体重66kg。血液型O型[1]。
- 岩手県出身[1]。
- ギャグが得意であり、へらい（ムチャクチャヤン）・ガオ〜ちゃんと「ギャグ三兄弟」というユニットを結成し、Twitterにて日替わりでギャグを投稿している[4]。
- 全力笑顔走り（ニコニコダッシュ）という、自撮りをしながら全力疾走する動画をTwitter・Instagramにてほぼ毎日投稿している。
- 10歳年の離れた兄がいる。
- 芸人になる以前は、青森県のテレビ局で働いていた。テレビモニターがたくさんある部屋で、テレビが正しく映っているかをずっとチェックする仕事だった[5]。
- ひらかわ（パーティーパーティー）が投稿したTwitterの動画内でアゴを突き出しながら「アゴが外れてる～」と歌うギャグをした際、本当にアゴが外れた[6][7]。
- 解散後はピン芸人「ジェットスガワラ」としての活動を経て、2023年9月1日に4期先輩のフジモト（元ソーセージ → 元ジュリエッタ）と『カソク装置』を結成[8]したが、2024年12月31日をもって解散し、同時に芸能界を引退した[9]。

山内 克信（やまうち かつのぶ、1987年11月11日 - ）（37歳）
- ツッコミ担当、立ち位置は向かって右。
- 身長179cm、体重85kg。血液型B型[1]。
- 兵庫県出身[1]。
- 解散後は5期下の後輩・りえちゃんとコンビ『オーサカクレオパトラ』を結成。

## 賞レースでの戦績

### Ⅿｰ1グランプリ
| 年度             | 結果      | エントリー No. | 会場           | 日時       |
| ---------------- | --------- | -------------- | -------------- | ---------- |
| 2015年（第11回） | 2回戦進出 | 985            | テイジンホール | 2015/10/05 |
| 2016年（第12回） | 2回戦進出 | 85             | 大丸心斎橋劇場 | 2016/10/06 |
| 2017年（第13回） | 2回戦進出 | 3492           | 大丸心斎橋劇場 | 2017/10/11 |
| 2018年（第14回） | 1回戦敗退 | 1958           | 大丸心斎橋劇場 | 2018/08/23 |
| 2019年（第15回） | 2回戦進出 | 1185           | YES THEATER    | 2019/10/10 |

### キングオブコント
| 年度             | 結果         | 会場           | 日時       |
| ---------------- | ------------ | -------------- | ---------- |
| 2012年（第5回）  | 準々決勝進出 | テイジンホール | 2012/08/20 |
| 2013年（第6回）  | 2回戦進出    | テイジンホール | 2013/08/11 |
| 2014年（第7回）  | 2回戦進出    | 5upよしもと    | 2014/08/20 |
| 2015年（第8回）  | 2回戦進出    | 大丸心斎橋劇場 | 2015/08/13 |
| 2016年（第9回）  | 1回戦敗退    | 大丸心斎橋劇場 | 2016/07/13 |
| 2017年（第10回） | 1回戦敗退    | 大丸心斎橋劇場 | 2017/07/12 |
| 2018年（第11回） | 1回戦敗退    | 大丸心斎橋劇場 | 2018/07/11 |
| 2019年（第12回） | 2回戦進出    | 大丸心斎橋劇場 | 2019/07/25 |

## 出演
- 笑い飯のおもしろテレビ（2015年3月31日、サンテレビ）
- 松本家の休日（2015年4月16日、朝日放送）※菅原のみ
- オールザッツ漫才（2017年12月29日、毎日放送）

## 舞台
単独ライブ
- 2014年
  - 3月11日 - サンドロップの30分（5upよしもと）

- 2017年
  - 5月3日 - 「Sun☆drop!」（大阪・よしもと漫才劇場）

- 2019年
  - 4月8日 - 「NEW DROP!」（大阪・道頓堀ZAZA HOUSE） - ゲストは藤崎マーケット。
  - 6月15日 - 「NEW DROP!」（大阪・道頓堀ZAZA POCKET’S）